# 1984年のスポーツ
1984年のスポーツ（1984ねんのスポーツ）では、1984年（昭和59年）のスポーツ関連の出来事についてまとめる。

## できごと
- 1月3日 - アメリカンフットボールの東西大学対抗戦ライスボウルが全日本選手権に衣替え
- 2月8日～19日 - 第14回サラエボオリンピック開催
- 2月12日 - 植村直己、マッキンリー山冬季単独登頂に成功、下山途中消息を絶つ
- 4月19日 - 植村直己、国民栄誉賞受賞
- 6月9日 - テニスのマルチナ・ナブラチロワ、史上5人目、女子3人目となるキャリア・グランドスラム達成
- 7月28日～8月12日 - 第23回ロサンゼルスオリンピック開催、カール・ルイスがジェシー・オーエンス以来の陸上競技4冠達成
- 8月25日 - サッカーの釜本邦茂引退
- 9月30日 - 日本プロ野球・阪急ブレーブスのブーマーが外国人初の三冠王獲得
- 10月4日 - 蔵前国技館閉館
- 10月9日 - 柔道の山下泰裕、国民栄誉賞受賞
- 11月11日 - 競走馬のシンボリルドルフ、初の無敗3冠達成
- 12月16日 - 第1回「東レ パン・パシフィック・オープン・テニストーナメント」でマニュエラ・マレーバが優勝
- 12月21日 - 日本ゲートボール連合設立

## 総合競技大会
- 第3回インスブルックパラリンピック（1月11日～20日） - 日本の獲得メダル：なし
- 第14回サラエボオリンピック（2月8日～19日） - 日本の獲得メダル：金0、銀1、銅0

| 第14回サラエボオリンピック       | 第14回サラエボオリンピック | 第14回サラエボオリンピック | 第14回サラエボオリンピック | 第14回サラエボオリンピック | 第14回サラエボオリンピック |
| 順位                             | 国・地域名                 | 金                         | 銀                         | 銅                         | 計                         |
| -------------------------------- | -------------------------- | -------------------------- | -------------------------- | -------------------------- | -------------------------- |
| 1                                | 東ドイツ                   | 9                          | 9                          | 6                          | 24                         |
| 2                                | ソビエト連邦               | 6                          | 10                         | 9                          | 25                         |
| 3                                | スウェーデン               | 5                          | 2                          | 2                          | 9                          |
| 4                                | アメリカ                   | 4                          | 4                          | 2                          | 10                         |
| 5                                | フィンランド               | 4                          | 3                          | 6                          | 13                         |
| 6                                | ノルウェー                 | 3                          | 2                          | 5                          | 10                         |
| 7                                | スイス                     | 3                          | 2                          | 1                          | 6                          |
| 8                                | カナダ                     | 2                          | 1                          | 1                          | 4                          |
| 8                                | 西ドイツ                   | 2                          | 1                          | 1                          | 4                          |
| 10                               | イタリア                   | 2                          | 0                          | 0                          | 2                          |
| 詳細はサラエボオリンピックを参照 |                            |                            |                            |                            |                            |

- 第7回ニューヨーク・ストークマンデビルパラリンピック（アメリカ・ニューヨーク・6月16日～30日、イギリス・ストーク・マンデヴィル・7月22日～8月1日） - 日本の獲得メダル：金9、銀7、銅8
- 第23回ロサンゼルスオリンピック（7月28日～8月12日）

| 第23回ロサンゼルスオリンピック                | 第23回ロサンゼルスオリンピック | 第23回ロサンゼルスオリンピック | 第23回ロサンゼルスオリンピック | 第23回ロサンゼルスオリンピック | 第23回ロサンゼルスオリンピック |
| 順位                                          | 国・地域名                     | 金                             | 銀                             | 銅                             | 計                             |
| --------------------------------------------- | ------------------------------ | ------------------------------ | ------------------------------ | ------------------------------ | ------------------------------ |
| 1                                             | アメリカ                       | 83                             | 61                             | 30                             | 174                            |
| 2                                             | ルーマニア                     | 20                             | 16                             | 17                             | 53                             |
| 3                                             | 西ドイツ                       | 17                             | 19                             | 23                             | 59                             |
| 4                                             | 中国                           | 15                             | 8                              | 9                              | 32                             |
| 5                                             | イタリア                       | 14                             | 6                              | 12                             | 32                             |
| 6                                             | カナダ                         | 10                             | 18                             | 16                             | 44                             |
| 7                                             | 日本                           | 10                             | 8                              | 14                             | 32                             |
| 8                                             | ニュージーランド               | 8                              | 1                              | 2                              | 11                             |
| 9                                             | ユーゴスラビア                 | 7                              | 4                              | 7                              | 18                             |
| 10                                            | 韓国                           | 6                              | 6                              | 7                              | 19                             |
| 詳細はロサンゼルスオリンピック (1984年)を参照 |                                |                                |                                |                                |                                |

- 第39回わかくさ国体（冬季スケート - 北海道・1月28日～31日、冬季スキー - 山形県・2月23日～26日、夏季 - 奈良県、兵庫県・9月8日～11日、秋季 - 奈良県・10月12日～17日）
天皇杯順位：優勝 奈良県、第2位 東京都、第3位 埼玉県
皇后杯順位：優勝 奈良県、第2位 東京都、第3位 大阪府

## アイスホッケー
- スタンレーカップ決勝（1983-1984シーズン）
エドモントン・オイラーズ （4勝1敗） ニューヨーク・アイランダース

## アメリカンフットボール

### NFL
- AFCチャンピオンシップゲーム（1月8日、LAメモリアル・コロシアム）
ロサンゼルス・レイダース 30 - 14 シアトル・シーホークス
- NFCチャンピオンシップゲーム（1月8日、RFKスタジアム）
ワシントン・レッドスキンズ 24 - 21 サンフランシスコ・49ers
- 第18回スーパーボウル（1月22日、フロリダ州タンパ・スタジアム）
ロサンゼルス・レイダース (AFC、3年ぶり3回目) 38-9 ワシントン・レッドスキンズ (NFC)

### 日本の大会
- 第37回ライスボウル(1月3日、国立霞ヶ丘競技場陸上競技場）
京都大学ギャングスターズ(学生代表) 29-28 レナウンローバーズ(社会人代表）
- 第41回毎日甲子園ボウル(12月9日、兵庫県西宮市・阪神甲子園球場）
日本大学フェニックス (関東学生代表) 42-42 関西学院大学ファイターズ(関西学生代表)
※史上3回目の両校優勝（ライスボウルへは日本大が出場）

## 大相撲
- 一月場所（蔵前国技館・8日～22日）
幕内最高優勝：隆の里俊英（13勝2敗,4回目）
十両優勝：大錦一徹（12勝3敗）
- 三月場所（大阪府立体育館・11日～25日）
幕内最高優勝：若嶋津六夫（14勝1敗,初）
十両優勝：小錦八十吉（13勝2敗）
- 五月場所（蔵前国技館・13日～27日）
幕内最高優勝：北の湖敏満（15戦全勝,24回目）
十両優勝：小錦八十吉（11勝4敗）
- 七月場所（愛知県体育館・8日～22日）
幕内最高優勝：若嶋津六夫（15戦全勝,2回目）
十両優勝：北尾光司（12勝3敗）
- 九月場所（蔵前国技館・9日～23日）
幕内最高優勝：多賀竜昇司（13勝2敗,初）
十両優勝：栃赤城雅男（11勝4敗）
- 十一月場所（福岡国際センター・11日～25日）
幕内最高優勝：千代の富士貢（14勝1敗,10回目）
十両優勝：琴千歳幸征（11勝4敗）
- 年間最優秀力士賞（年間最多勝）：若嶋津六夫(71勝19敗)

## 競馬

### 日本のGI競走
中央競馬
- 桜花賞（阪神・4月8日） 優勝：ダイアナソロン、騎手：田原成貴
- 皐月賞（中山・4月15日） 優勝：シンボリルドルフ、騎手：岡部幸雄
- 天皇賞（春）（京都・4月29日） 優勝：モンテファスト、騎手：吉永正人
- 安田記念（東京・5月13日) 優勝：ハッピープログレス、騎手：田原成貴
- 優駿牝馬（オークス）（東京・5月20日) 優勝：トウカイローマン、騎手：岡冨俊一
- 東京優駿（日本ダービー）（東京・5月27日) 優勝：シンボリルドルフ、騎手：岡部幸雄
- 宝塚記念（阪神・6月3日) 優勝：カツラギエース、 騎手：西浦勝一
- 天皇賞（秋）（東京・10月28日） 優勝：ミスターシービー、騎手：吉永正人
- エリザベス女王杯（京都・11月4日） 優勝：キョウワサンダー、騎手：樋口弘
- 菊花賞（京都・11月11日） 優勝：シンボリルドルフ、騎手：岡部幸雄
- マイルチャンピオンシップ（京都・11月18日） 優勝：ニホンピロウイナー、騎手：河内洋
- ジャパンカップ（東京・11月25日） 優勝：カツラギエース、騎手：西浦勝一
- 朝日杯3歳ステークス（中山・12月16日） 優勝：スクラムダイナ、騎手：柴田政人
- 阪神3歳ステークス（阪神・12月16日） 優勝：ダイゴトツゲキ、騎手：稲葉的海
- 有馬記念（中山・12月23日） 優勝：シンボリルドルフ、騎手：岡部幸雄

### 優駿賞
- 年度代表馬・最優秀4歳牡馬　シンボリルドルフ
- 最優秀3歳牡馬　スクラムダイナ
- 最優秀3歳牝馬　ニホンピロビッキー
- 最優秀4歳牝馬　ダイアナソロン
- 最優秀5歳以上牡馬　カツラギエース
- 最優秀5歳以上牝馬　ロンググレイス
- 最優秀短距離馬　ニホンピロウイナー
- 最優秀父内国産馬　ミスターシービー
- 最優秀ダートホース　アンドレアモン
- 最優秀障害馬　メジロアンタレス
- 最優秀アラブ　ウルフケイアイ

## ゴルフ

### 世界4大大会（男子）
- マスターズ優勝者：ベン・クレンショー（アメリカ）
- 全米オープン優勝者：ファジー・ゼラー（アメリカ）
- 全英オープン優勝者：セベ・バレステロス（スペイン）
- 全米プロゴルフ優勝者：リー・トレビノ（アメリカ）

### 世界4大大会（女子）
- ナビスコ・ダイナ・ショア大会優勝者：ジュリ・インクスター（アメリカ）
- 全米女子プロゴルフ優勝者：パティ・シーハン（アメリカ）
- 全米女子オープン優勝者：ホリス・ステーシー（アメリカ）
- デュモーリエ・クラシック優勝者：ジュリ・インクスター（アメリカ）

インクスターが年間2冠を獲得。キャリア・グランドスラム達成までに15年の歳月を要した。

### 日本
- 賞金王（男子）：前田新作
- 賞金女王：涂阿玉

## サッカー
- 天皇杯全日本サッカー選手権大会決勝
日産自動車 2-0 ヤンマーディーゼル
- 日本サッカーリーグ
1部優勝：読売クラブ
2部優勝：住友金属

## 自転車競技

### トラックレース
- 世界選手権トラック競技（スペイン・バルセロナ）
プロ・スクラッチ優勝：中野浩一（8連覇。同種目最多優勝記録更新。）
プロ・ケイリン優勝：ロベルト・ディルブンディ

### ロードレース
- 第67回ジロ・デ・イタリア
総合優勝：フランチェスコ・モゼール（イタリア）
- 第71回ツール・ド・フランス
総合優勝：ローラン・フィニョン（フランス）
- 世界選手権
プロ・個人ロードレース優勝:クロード・クリケリオン （ベルギー）

## テニス

### グランドスラム
- 全仏オープン　男子単優勝：イワン・レンドル（チェコスロバキア）、女子単優勝：マルチナ・ナブラチロワ（アメリカ）
- ウィンブルドン　男子単優勝：ジョン・マッケンロー（アメリカ）、女子単優勝：マルチナ・ナブラチロワ（アメリカ）
- 全米オープン　男子単優勝：ジョン・マッケンロー（アメリカ）、女子単優勝：マルチナ・ナブラチロワ（アメリカ）
- 全豪オープン　男子単優勝：マッツ・ビランデル（スウェーデン）、女子単優勝：クリス・エバート・ロイド（アメリカ）

ナブラチロワが1983年のウィンブルドン選手権から4大大会「6連勝」を達成。しかし年末の全豪オープン準決勝で敗れ、年間グランドスラムを逃す。（2年またぎの記録）男子ではマッケンローが全仏から全米まで「3大会連続」で決勝進出を果たし、全盛期を飾る。

## プロレス
- プロレス大賞MVP:ジャンボ鶴田（全日本プロレス）2年連続
- IWGPチャンピオンシリーズ（新日本プロレス）優勝：アントニオ猪木（初優勝）
- 世界最強タッグ決定リーグ戦（全日本プロレス） 優勝：ジャンボ鶴田&天龍源一郎「鶴竜コンビ」組

## ラグビー
- 日本ラグビーフットボール選手権大会決勝（国立霞ヶ丘競技場陸上競技場・1月15日）
新日鉄釜石 35-10 同志社大学

新日鉄釜石6連覇達成

## 誕生
- 1月7日 - ジョン・レスター（アメリカ、野球）
- 1月9日 - 石島雄介（埼玉県、バレーボール）
- 1月18日 - 長谷部誠（静岡県、サッカー）
- 1月23日 - 大野忍（神奈川県、サッカー）
- 1月23日 - アリエン・ロッベン（オランダ、サッカー）
- 1月25日 - ロビーニョ（ブラジル、サッカー）
- 1月26日 - 羅雪娟（中国、水泳）
- 1月30日 - 琴奨菊和弘（福岡県、相撲）
- 1月31日 - ジェレミー・ウォリナー（アメリカ、陸上競技）
- 2月5日 - カルロス・テベス（アルゼンチン、サッカー）
- 2月16日 - ウサマ・メルーリ（チュニジア、水泳）
- 3月2日 - 鄭大世（愛知県、サッカー）
- 3月8日 - 西山麗（神奈川県、ソフトボール）
- 3月8日 - 山田恵里（神奈川県、ソフトボール）
- 3月8日 - 平野佳寿（京都府、野球）
- 3月8日 - サーシャ・ブヤチッチ（スロベニア、バスケットボール）
- 3月9日 - 徳重健太（鹿児島県、サッカー）
- 3月20日 - フェルナンド・トーレス（スペイン、サッカー）
- 4月3日 - 石橋脩（東京都、競馬）
- 4月4日 - ルディ・フェルナンデス（スペイン、バスケットボール）
- 4月5日 - 矢野貴章（静岡県、サッカー）
- 4月6日 - 粟生隆寛（千葉県、ボクシング）
- 4月14日 - 日馬富士公平（モンゴル、相撲）
- 4月17日 - 大久保裕樹（千葉県、サッカー）
- 5月2日 - 近賀ゆかり（神奈川県、サッカー）
- 5月7日 - アレックス・スミス（アメリカ、アメリカンフットボール）
- 5月9日 - プリンス・フィルダー（アメリカ、野球）
- 5月31日 - 成岡翔（静岡県、サッカー）
- 6月3日 - 矢野喬子（神奈川県、サッカー）
- 6月5日 - 松永裕美（山口県、ボウリング）
- 6月9日 - ヴェスレイ・スナイデル（オランダ、サッカー）
- 6月13日 - 伊調馨（青森県、レスリング）
- 6月14日 - 吉村裕基（福岡県、野球）
- 6月16日 - 中島裕希（富山県、サッカー）
- 6月19日 - 大山加奈（東京都、バレーボール）
- 6月23日 - 松田丈志（宮城県、水泳）
- 6月25日 - 高井雄平（神奈川県、野球）
- 6月29日 - 大引啓次（大阪府、野球）
- 6月30日 - 越川優（石川県、バレーボール）
- 7月2日 - 長島☆自演乙☆雄一郎（兵庫県、キックボクシング）
- 7月2日 - ウラディミール・バレンティン（オランダ、野球）
- 7月3日 - 松本哲也（山梨県、野球）
- 7月4日 - 吉田圭（東京都、野球）
- 7月6日 - 五郎丸亮（福岡県、ラグビー）
- 7月14日 - ニウマール（ブラジル、サッカー）
- 7月15日 - 森岡良介（大阪府、野球）
- 7月18日 - 松岡正海（神奈川県、競馬）
- 7月19日 - ディアナ・モカヌ（ルーマニア、水泳）
- 7月27日 - 西岡剛（京都府、野球）
- 7月29日 - アンナ・ベッソノワ（ウクライナ、新体操）
- 7月31日 - 栗原恵（広島県、バレーボール）
- 8月3日 - 荒木絵里香（岡山県、バレーボール）
- 8月4日 - 穴井隆将（大分県、柔道）
- 8月9日 - 古川高晴（青森県、アーチェリー）
- 8月22日 - 森田智己（宮城県、水泳）
- 9月7日 - ベラ・ズボナレワ（ロシア、テニス）
- 9月19日 - 吉見一起（京都府、野球）
- 9月27日 - 永井怜（群馬県、野球）
- 10月22日 - 浅尾拓也（愛知県、野球）
- 10月26日 - サーシャ・コーエン（アメリカ、フィギュアスケート）
- 11月5日 - 把瑠都凱斗（エストニア、相撲）
- 11月6日 - 狩野亜由美（兵庫県、ソフトボール）
- 11月7日 - 千葉貴仁（北海道、サッカー）
- 11月12日 - 寺川綾（大阪府、水泳）
- 11月19日 - 本多雄一（福岡県、野球）
- 11月20日 - 目黒萌絵（北海道、カーリング）
- 11月26日 - アントニオ・プエルタ（スペイン、サッカー、+2007年）
- 11月28日 - 吉井小百合（長野県、スピードスケート）
- 11月30日 - オリガ・リパコワ（カザフスタン、陸上競技）[1]
- 12月4日 - 岸孝之（宮城県、野球）
- 12月6日 - 長野久義（佐賀県、野球）
- 12月7日 - ロバート・クビサ（ポーランド、レーシングドライバー）
- 12月8日 - バダ・ハリ（モロッコ、キックボクシング）
- 12月13日 - 嶋基宏（岐阜県、野球）
- 12月30日 - レブロン・ジェームズ（アメリカ、バスケットボール）

## 死去
- 1月20日 - ジョニー・ワイズミュラー（アメリカ、水泳、*1904年）
- 2月6日 - 三原脩（香川県、野球、*1911年）
- 2月13日 - 植村直己（兵庫県、冒険家、*1941年）
- 2月22日 - 門前眞佐人（広島県、野球、*1917年）
- 5月5日 - 吉岡隆徳（島根県、陸上競技、*1909年）
- 6月19日 - 浅見緑蔵（東京都、ゴルフ、*1908年）
- 7月11日 - 戸田藤一郎（兵庫県、ゴルフ、*1914年）
- 9月1日 - ウォルター・ラウファー（アメリカ、水泳、*1906年）
- 9月7日 - ジョー・クローニン（アメリカ、野球、*1906年）
- 9月12日 - イボン・ペトラ（フランス、テニス、*1916年）
- 10月1日 - ウォルター・オルストン（アメリカ、野球、*1911年）
- 10月11日 - マニュエル・アロンソ（スペイン、テニス、*1895年）
- 12月2日 - 牧野茂（香川県、野球、*1928年）